# Vénus à son miroir
Vénus à son miroir, également connue sous le nom de Vénus au miroir ou La Venus del espejo en espagnol, est une toile de Diego Vélasquez conservée à la National Gallery à Londres. Exécuté entre 1647 et 1651, et plus probablement peint pendant la visite de Vélasquez en Italie (1649-1651), le tableau représente la déesse Vénus de dos, dans une pose lascive, allongée sur un lit et se regardant dans un miroir tenu par son fils Cupidon.
De nombreuses œuvres, qui vont de l'art antique au baroque, ont été proposées comme source d'inspiration pour cette toile, et en particulier les nus de Vénus des peintres italiens, tels que la Vénus endormie de Giorgione (achevée en 1510) ou la Vénus d'Urbin du Titien (achevée en 1538) et la statue antique Hermaphrodite endormi. Vélasquez combine deux poses traditionnelles pour Vénus dans cette toile : étendue sur un lit et regardant son reflet dans un miroir.
Vénus à son Miroir est le seul nu féminin de Vélasquez qui nous est parvenu. À cause de l'influence très active de l'Inquisition, de tels tableaux étaient extrêmement rares dans l'art du XVIIe siècle espagnol. Les nus d'artistes étrangers étaient cependant collectionnés par les membres de la cour espagnole.
Ce tableau a orné les murs des demeures de courtisans espagnols jusqu'en 1813, année où il fut acheté par l'homme politique britannique John Morritt (en),
qui l'a accroché chez lui, à Rokeby Park (en), dans le Yorkshire. En 1906, le roi Édouard VIII a versé près d'un million de livres pour son acquisition. Depuis lors, la Vénus de Rokeby fait partie de la collection de la National Gallery de Londres. Elle a été restaurée après avoir été gravement endommagée par la suffragette Mary Richardson en 1914, puis à nouveau vandalisée par des militants de Just Stop Oil en 2023.

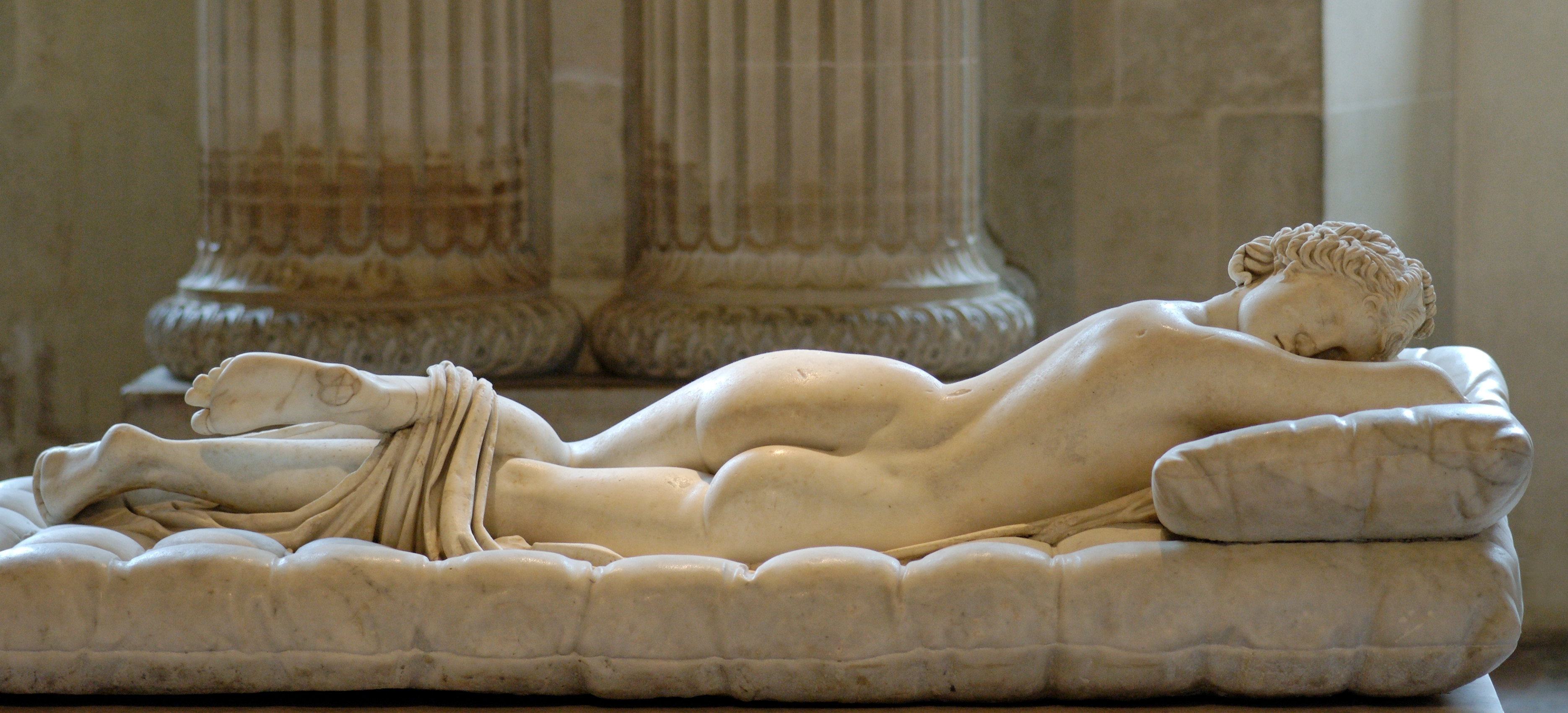
Hermaphrodite endormi, copie romaine d'une sculpture grecque exposée au Louvre. Lors de son voyage à Rome, Vélazquez a commandé une copie en bronze de cette sculpture pour la rapporter à Madrid.

## Description

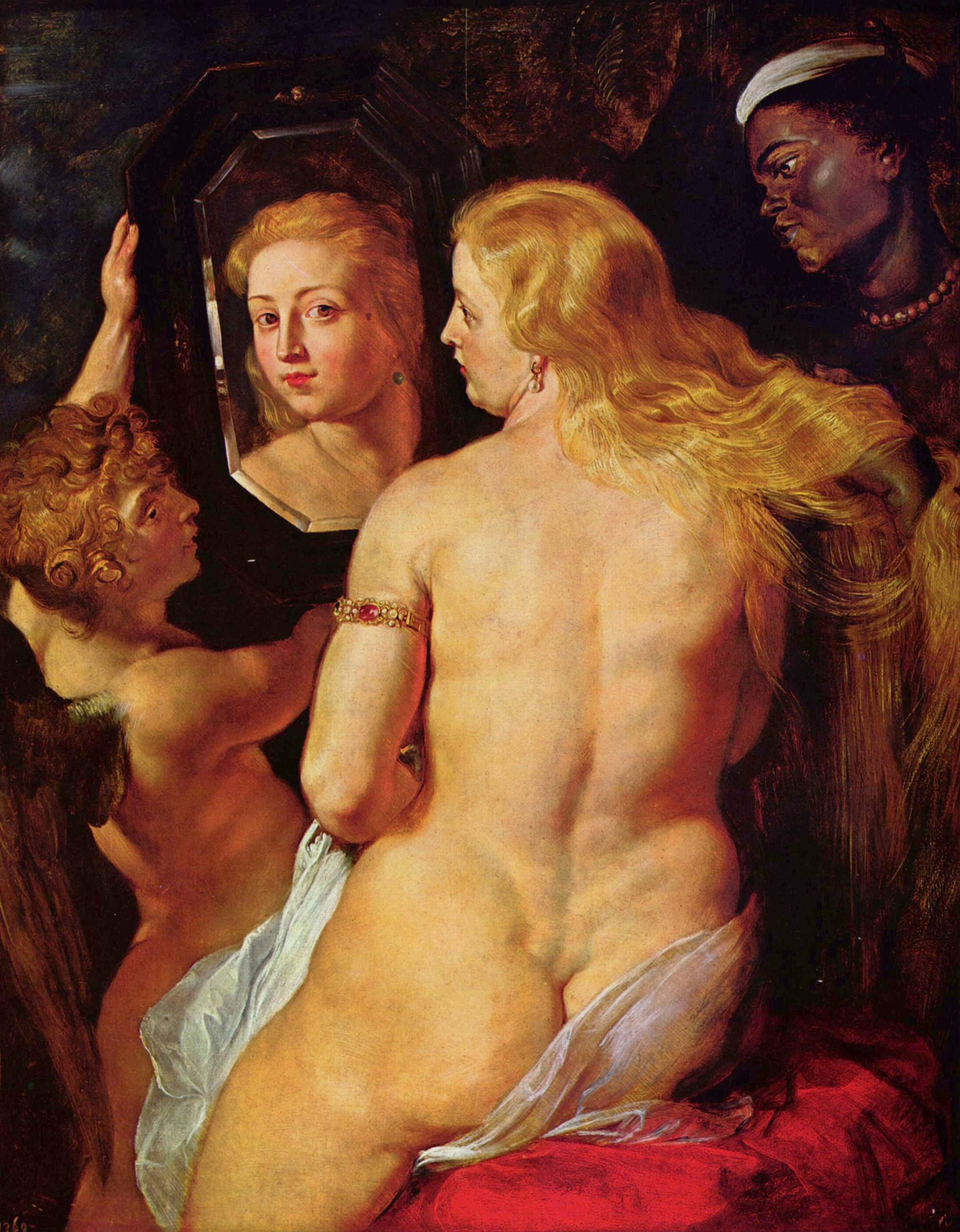
Pierre Paul Rubens, Vénus au miroir, env. 1614–1615, dépeignant la déesse et sa traditionnelle chevelure blonde. L'image de son visage reflété dans le miroir ne correspond pas à la portion de visage visible sur la toile comme dans la Vénus de Vélazquez.

Vénus à son miroir dépeint la déesse romaine de l'amour et de la beauté langoureusement allongée sur un lit, le dos tourné au spectateur. Dans l'Antiquité, les portraits de Vénus de dos faisaient partie des canons de l'art et de la littérature érotique. Elle est dépeinte sans les symboles usuels de la représentation mythologique de Vénus et c'est principalement grâce à la présence de son fils Cupidon que la déesse peut être identifiée : il n'y a par exemple ni bijoux, ni rose, ni myrte et, au contraire des nombreuses représentations classiques, Vénus est brune et non blonde. Elle se regarde dans un miroir tenu par Cupidon qui est représenté sans son arc et ses flèches.
Le miroir ne révèle que le reflet estompé d'un visage féminin fardé, aux pommettes rougies. Elle semble regarder vers l'extérieur, vers l'observateur de la toile au travers du miroir. D'après la critique Natasha Wallace, le visage non identifiable serait la clé de la compréhension de la toile et elle considère que « ce n'est pas une toile conçue comme le nu d'une personne spécifique, ni même comme un portrait de Vénus mais l'image de la beauté qui s'admire elle-même ». Selon Wallace, « il n'y a rien de spirituel dans le visage ou dans le tableau. Le décor classique n'est qu'une excuse pour une représentation très matérielle d'une esthétique sexuelle ; pas du sexe en tant que tel mais de l'appréciation de la beauté qui accompagne l'attraction ».
Deux rubans de soie rose pendent au bras de Cupidon et retombent devant le cadre du miroir. La fonction de ces rubans a été le sujet de nombreux débats parmi les historiens de l'art : il a entre autres été proposé que ces rubans seraient une allusion aux liens dont Cupidon se sert pour lier les amants, qu'ils auraient été utilisés pour accrocher le miroir ou encore qu'ils auraient servi à bander les yeux de Vénus quelques instants avant la scène représentée. Le critique Julián Gállego voit dans le visage de Cupidon de la mélancolie et pense que les rubans représenteraient des liens entre le dieu et l'image de la beauté, il a en conséquence proposé L'Amour conquis par la Beauté comme titre possible pour l'œuvre. Cette interprétation est soutenue par l'attitude de Cupidon, qui semble totalement absorbé par la contemplation de la beauté absorbée par elle-même, sans pouvoir rien faire.
Les plis des draps font écho aux formes de la déesse et sont rendus de façon à faire ressortir la courbe formée par son corps. La composition utilise principalement des tons rouges (coloris du grand pan de rideau qui accentue la charge érotique du tableau), blancs et gris. Bien que de nombreux éloges aient été rendus à l'effet produit par l'usage de cette gamme de couleurs particulièrement simple, l'on sait désormais que le drap était à l'origine d'un mauve sombre qui a viré au gris avec le temps. Les tons lumineux de la peau de Vénus aux couleurs crème tout en dégradés contrastent avec le drap gris sombre sur lequel elle est allongée et le mur brun derrière elle. En 1914, A.P. Laurie, professeur de chimie à la Royal Academy, a eu l'occasion d'examiner l'œuvre de façon approfondie et a conclu : « L'apprêt est de plomb blanc […] sur cette couche d'apprêt, une couche de rouge sombre a été passée sur tout le tableau à part sous la peau de Vénus. Il y a là uniquement blanc sur blanc et nous sommes tous familiers de la façon dont la figure nue ressort par contraste avec l'arrière-plan sombre. »

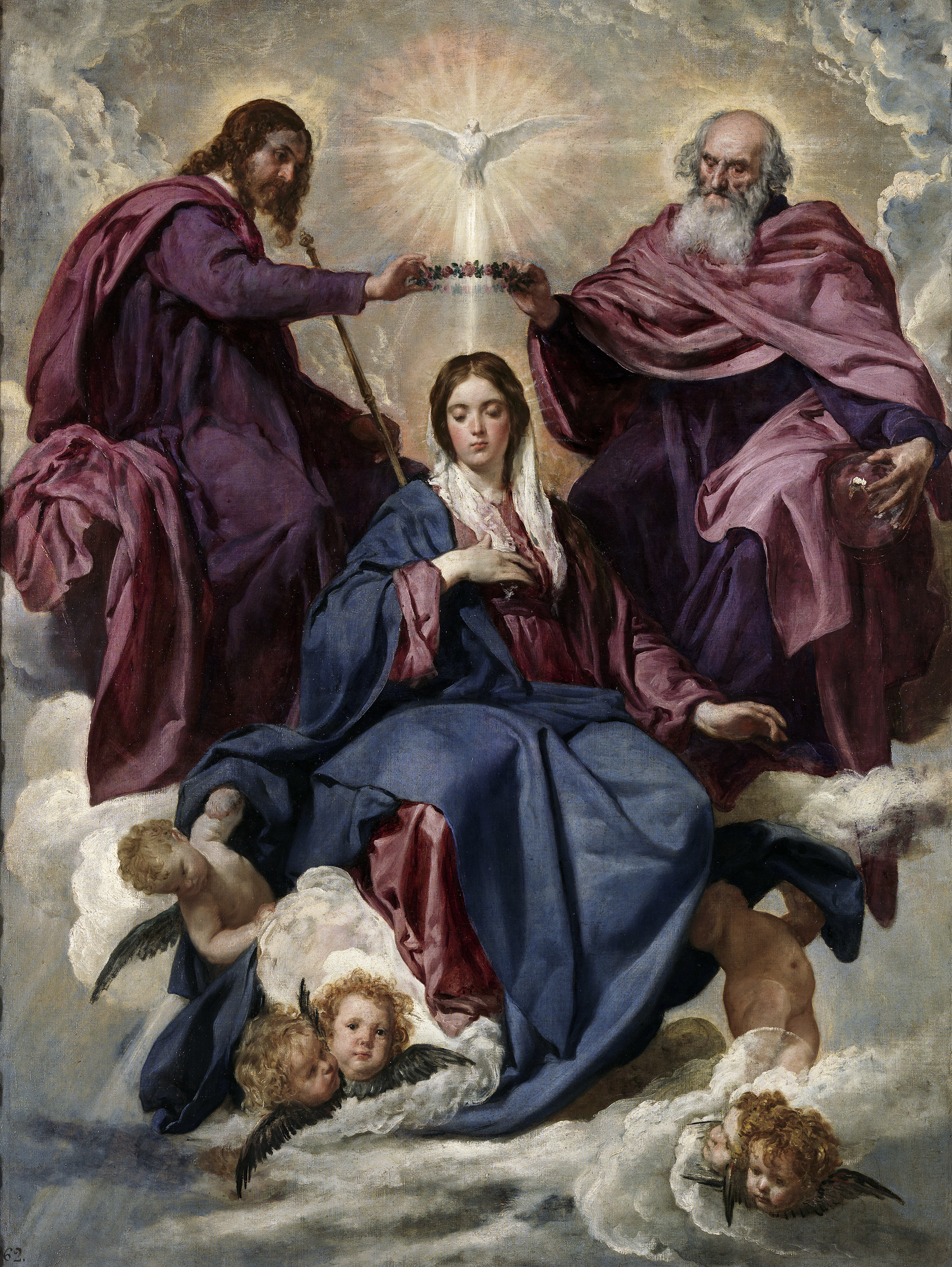
Le Couronnement de la Vierge de Vélazquez, achevée entre 1641 et 1642. Il a été suggéré que le modèle qui pose pour la Vierge serait le même que celui de la Vénus.

Trois autres nus de Vélazquez sont répertoriés dans des inventaires du XVIIe siècle mais Vénus à son miroir est le seul nu de Vélazquez qui nous est parvenu. Deux sont mentionnés dans la collection royale d'Espagne et ont peut-être été détruits lors de l'incendie du palais de l'Alcazar de Madrid en 1734, le troisième est mentionné dans la collection de Domingo Guerra Coronel. Ces inventaires les répertorient comme « une Vénus couchée », Vénus et Adonis, et un Psyché et Cupidon.
La très grande majorité des critiques considèrent que le tableau a été peint d'après un modèle, bien que l'identité de celui-ci ne soit pas connue et ait donné lieu à de nombreuses spéculations. Dans l'Espagne du XVIIe siècle où le poids de l'Inquisition espagnole était très fort, seul était toléré l'usage de modèles nus masculins et il est probable que cette toile ait été réalisée pendant la deuxième visite de Vélazquez en Italie. Certains soutiennent qu'elle dépeint la maitresse de Vélazquez dans ce pays, avec qui il aurait eu un enfant. Auteur d'un Catalogue raisonné de l'œuvre du peintre, José López-Rey suggère que son modèle pourrait être le même que celui du Couronnement de la Vierge, des Fileuses et d'autres toiles.
Les visages de Vénus et de Cupidon ont été profondément retravaillés par rapport à l'esquisse initiale. D'autres repeints par Vélazquez peuvent être vus à l'infrarouge dans le bras droit de Vénus et la position de son épaule gauche. À l'origine, son buste était redressé et sa tête était tournée à gauche[Quoi ?]. Un morceau de la toile qui va du pied gauche de Vénus jusqu'à la jambe et au pied gauches de Cupidon apparait inachevé mais c'est peut-être intentionnel de la part du peintre, et l'on retrouve dans de nombreuses autres toiles de Vélazquez des zones qui semblent inachevées. La peinture a été totalement restaurée et nettoyée en 1956-1966. Cette restauration a montré que la toile était plutôt dans un bon état de conservation et qu'il y a eu très peu de peinture ajoutée par d'autres artistes, contrairement à ce qui avait été affirmé avant cette restauration.
Velasquez s'est, volontairement ou involontairement, écarté d'une représentation réaliste de la scène en disposant le reflet du visage de Vénus sur le miroir, ce qui ne saurait être en aucun cas. On observe des distorsions semblables de la réalité, moins flagrantes cependant, dans la Vénus au miroir de Rubens et la Vénus à sa toilette du Titien.

## Sources d'inspiration

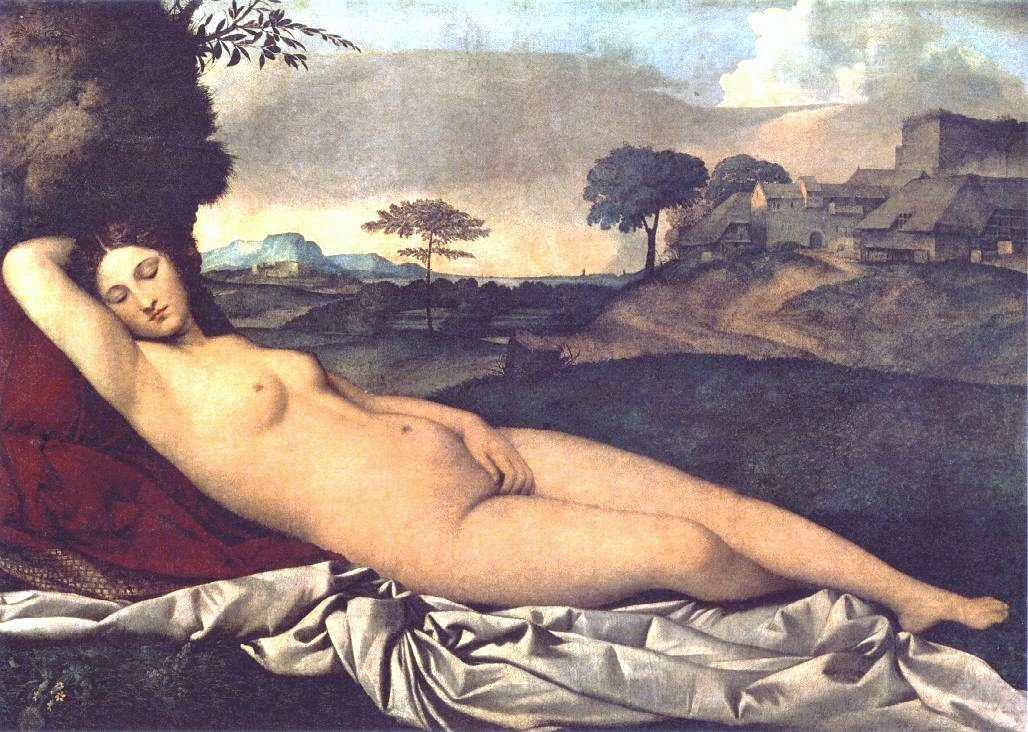
Vénus endormie de Giorgione, achevée en 1510. Giorgione dépeint Vénus endormie sur des tissus en décor extérieur Comme Vélazquez et à l'encontre de la tradition, Giorgione a peint Vénus en brune et non en blonde.

Les nus et les représentations de Vénus peints par les Italiens, et en particulier par les peintres vénitiens, ont certainement influencé Vélazquez mais, selon l'historien de l'art Andreas Prater, la version de Vélazquez est « un concept visuel largement indépendant qui a de nombreux précurseurs mais aucun modèle direct ».
Parmi les précurseurs de cette toile, les plus marquants sont les nombreuses toiles de Le Titien représentant Vénus telles que la série Vénus et Cupidon et surtout Vénus d'Urbin, le Nu allongé  [?] de Palma le Vieux et la Vénus endormie de Giorgione, montrant toutes la déesse allongée sur des tissus luxuriants. L'usage du miroir central est inspiré des peintres italiens de la haute Renaissance dont Le Titien, Girolamo Savoldo, et Lorenzo Lotto, chez lesquels le miroir était employé comme un protagoniste à part entière de l'espace pictural et non comme un simple accessoire. Le Titien et Rubens avaient déjà fait des tableaux de Vénus regardant dans un miroir et, comme tous deux avaient des liens étroits avec la cour espagnole, ces tableaux devaient être familiers à Vélazquez. Toutefois « cette fille avec sa taille mince et ses hanches proéminentes ne ressemble pas aux nus italiens plus en rondeur, inspirés par la sculpture antique ». 

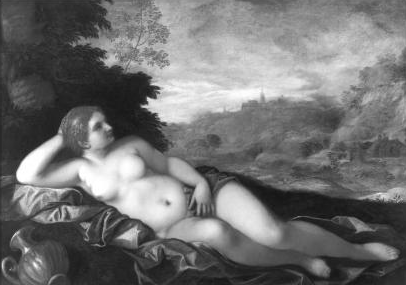
Nu allongé dans un paysage. Peinture du XVIe siècle de l'école vénitienne qui était appariée avec Vénus à son miroir dans la collection de Haro au moins à partir de 1677. Il est possible que Vénus à son miroir ait été conçue à l'origine comme un pendant à cette toile.

Vénus est représentée de dos, ce qui est une innovation pour une toile de cette taille (1,20 × 1,70 m) représentant un seul nu, bien qu'il y ait des précédents de gravures de Giulio Campagnola, Augustin Vénitien Hans Sebald Beham et Théodore de Bry, ou de sculptures classiques dont des moulages étaient à Madrid. Deux sculptures se démarquent comme source d'inspiration : Hermaphrodite endormi tout d'abord, de la collection Borghese et aujourd'hui conservée au Louvre, et Ariane endormie, alors à Rome et aujourd'hui au Palais Pitti à Florence. Ces deux sculptures, dont Vélazquez a personnellement fait faire des copies pour les envoyer à Madrid, mettent en relief la ligne de taille à la hanche. Toutefois Vénus à son miroir est la première toile combinant l'ensemble de ces éléments dans sa composition.
Vénus à son miroir a peut-être été conçue comme un pendant à une toile vénitienne du XVIe siècle représentant une femme allongée (pouvant représenter Vénus ou Danaé) devant un paysage dans la même pose, mais de face. Dans la collection de Gaspar Méndez de Haro y Guzmán (1629–87), pour qui la toile a probablement été peinte vers 1647-1651, les deux tableaux sont présentés dans la même pièce au moins à partir de 1677. Il n'y a par contre pas de certitude quant à savoir si ce tableau a été conçu dès l'origine comme un pendant au tableau vénitien ou si ce rapprochement s'est fait plus tard.

## Les nus dans l'Espagne duXVIIesiècle

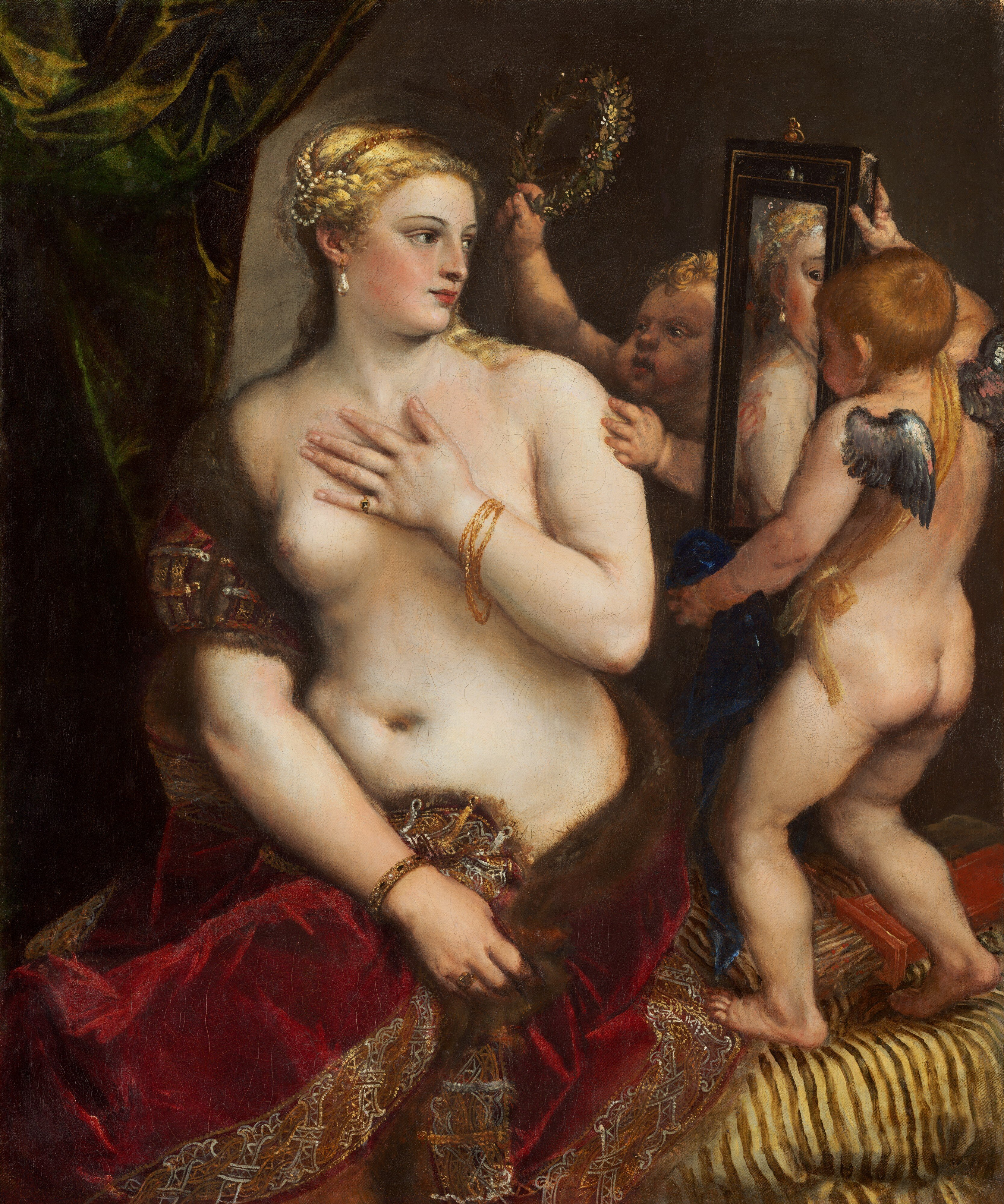
La Vénus à sa toilette, achevée en 1555 par Le Titien, est un exemple de Vénus dépeinte à sa toilette avec Cupidon.

La peinture de nus était fortement découragée dans l'Espagne du XVIIe siècle, les toiles pouvaient être saisies ou repeintes à la demande de l'inquisition espagnole, les artistes qui peignaient des œuvres licencieuses ou immorales pouvaient être excommuniés, mis à l'amende ou bannis d'Espagne. Selon Alain Hugon, « la condamnation morale portait sur la lascivité du nu peint bien plus que sur le nu lui-même. Souvent on insistait sur le fait que le nu traduisait l'idée de dépouillement et qu'il offrait au regard une image de pureté, de virginité et d'amour céleste ». Les portraits de sibylles, de nymphes ou de déesses mythologiques étaient chastement vêtues dans l'art du XVIIe siècle espagnol, aucune peinture espagnole des années 1630 ou 1640 ne montre de femme avec ses seins exposés et même les bras étaient rarement montrés nus. Néanmoins les buts de l'art étaient considérés comme au-dessus des questions de moralité parmi les cercles intellectuels et aristocratiques et il y avait de nombreux nus, en général des représentations mythologiques, dans les collections privées. Le protecteur de Vélazquez, le roi Phillippe IV, avait de nombreux nus de Le Titien et de Rubens dans sa collection et Vélazquez, en tant que peintre du roi, avait peu à craindre en peignant un nu. Les collectionneurs, y compris le roi, avaient tendance à conserver les nus ensemble dans une pièce relativement privée et discrète. Les membres de la cour de Philippe IV « appréciaient la peinture et les nus en particulier mais […] exerçaient en même temps une pression sans pareille sur les artistes pour les empêcher de peindre des corps nus ».
L'attitude des Espagnols du XVIIe siècle envers les nus était unique en Europe : bien que de tels tableaux fussent appréciés des connaisseurs et des intellectuels en Espagne, ils étaient généralement considérés avec suspicion. Les femmes portaient souvent des décolletés à l'époque mais, selon l'historien de l'art Zahira Veliz, « les codes du décorum pictural ne permettait pas facilement à une femme connue d'être peinte de la sorte ». Pour les Espagnols de XVIIe siècle, la question du nu dans l'art était liée aux concepts de moralité, de pouvoir et d'esthétique. Cette attitude est reflétée dans la littérature de l'âge d'or espagnol comme dans la pièce de Lope de Vega La quinta de Florencia, qui montrait un aristocrate commettant un viol après avoir vu une figure peu vêtue dans un tableau de scène mythologique de Michel-Ange. 

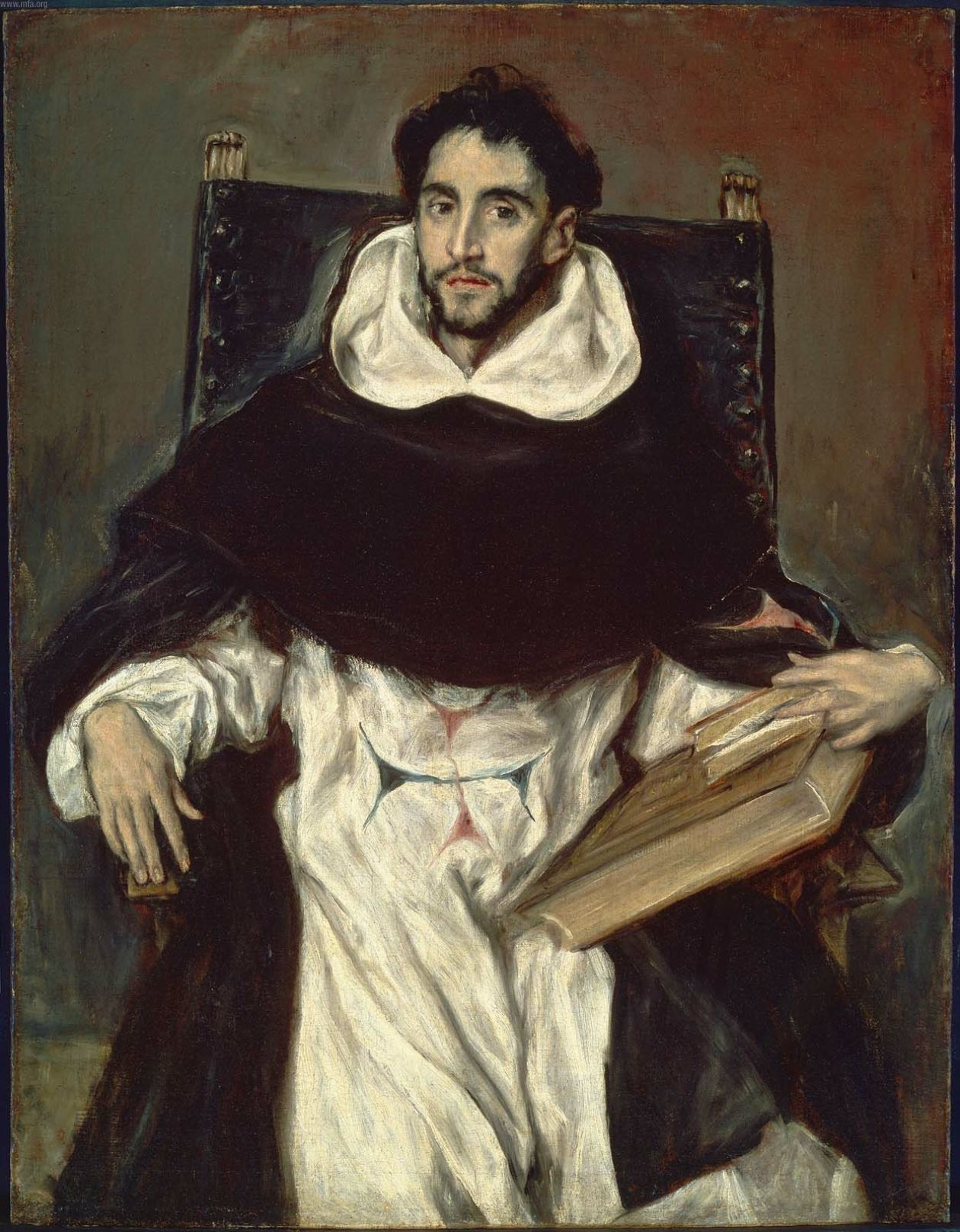
El Greco, 1609, Portrait de Fray Hortensio Félix Paravicino. Paravicino était partisan de la destruction de tous les nus.

En 1632, un pamphlet anonyme intitulé « Une copie des opinions et censures des pères, maîtres et professeurs émérites les plus révérés des distingués universités de Salamanque et d'Alcalá, et d'autres universitaires sur l'usage abusif de représentations ou peintures lascives et indécentes, qui sont des pêchés mortels d'être peints, gravés ou exposés où ils pourraient être vus » attribué au Portugais Francisco de Braganza, est publié. Comme le titre l'indique, Braganza défendait la thèse que de tels tableaux devaient être éloignés du regard du public, ce qui en pratique était déjà plus ou moins le cas en Espagne. La cour du roi a fait pression et une partie de ce pamphlet écrite par le frère Hortensio Félix Paravicino, célèbre à l'époque pour ses poèmes et ses prêches et qui était par ailleurs un grand connaisseur de peinture, qui proposait la destruction de toutes les peintures de nus, n'a finalement pas été publiée.

## Provenance de la toile
Vénus à son miroir a longtemps été considérée comme une des œuvres finales de Vélazquez jusqu'à ce qu'une mention de la toile dans un inventaire de 1651 de la collection de Gaspar Méndez de Haro y Guzmán ait été trouvée en 1951. Gaspar Méndez de Haro y Guzmán est le fils de Luis de Haro, Premier ministre d'Espagne au moment où la toile a été peinte, et le petit-fils de Gaspar de Guzmán, comte d'Olivares, premier patron de Vélazquez. Il était un libertin notoire et, selon l'historien de l'art Dawson Carr, « aimait la peinture presque autant que les femmes » et « même les panégyristes se lamentaient de son gout excessif pendant sa jeunesse pour les femmes de basse société ». Il est probable qu'il ait commandité l'œuvre à Vélazquez.
Toutefois, en 2001, l'historien de l'art Ángel Aterido a découvert que la peinture aurait auparavant appartenu au peintre et négociant en art Domingo Guerra Coronel, sans que le nom de Vélazquez soit associé à cette toile. Elle aurait ensuite été vendue à Haro en 1652, un an après la mort de Coronel. Le fait que Coronel ait possédé la toile pose un certain nombre de questions telles que comment est il entré en possession de la toile et pourquoi le nom de Vélazquez a été omis dans l'inventaire. Le critique d'art Javier Portús a suggéré que l'omission pourrait être due au fait que la toile représente un nu féminin « un type d'œuvre qui était surveillé de près et dont la dissémination était considérée comme problématique ».

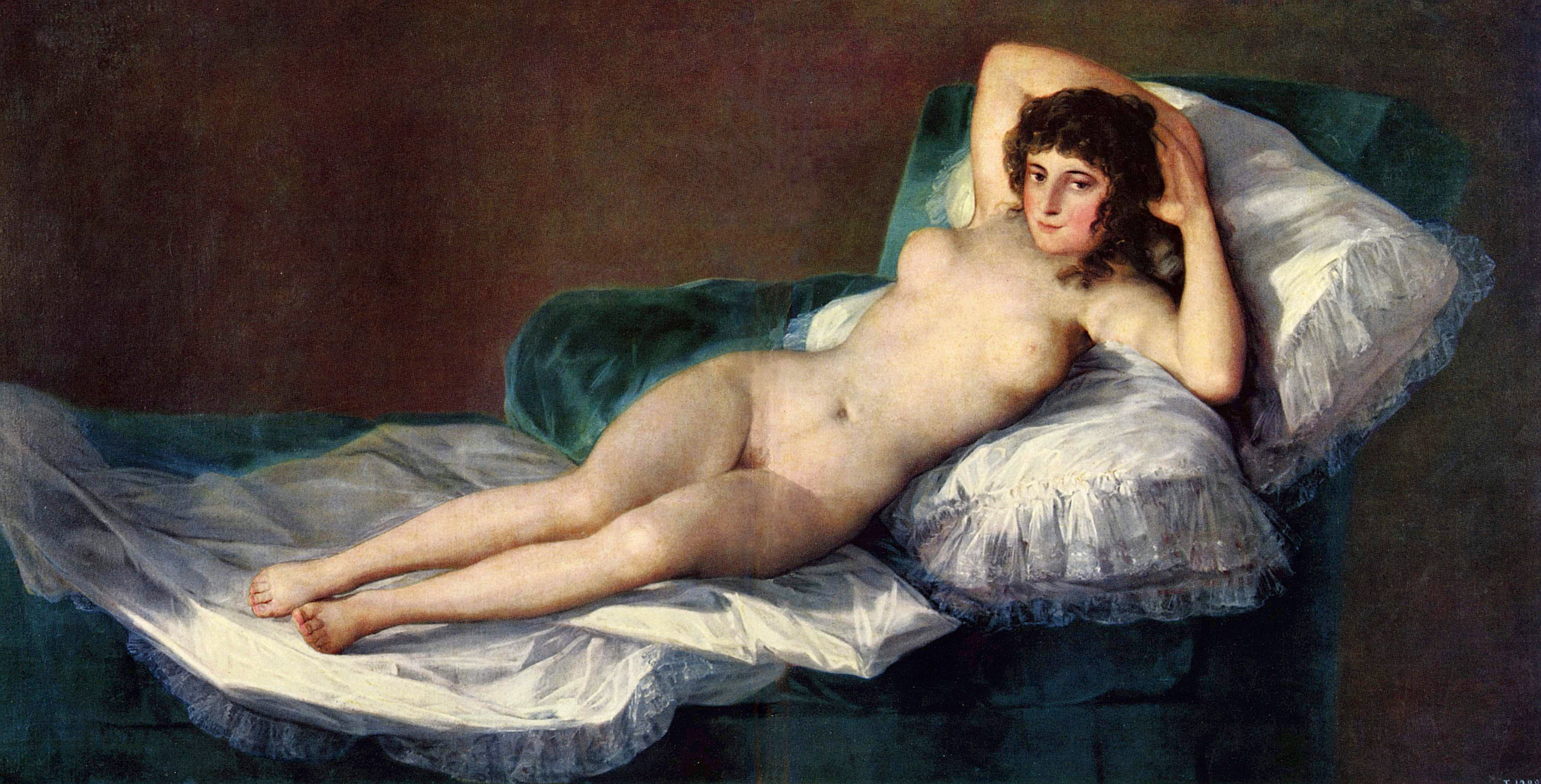
Francisco de Goya, La Maja nue, exécutée entre 1797 et 1800. En 1815, Goya a été mis en cause par l'inquisition espagnole pour cette toile mais a conservé son titre de peintre de la cour.

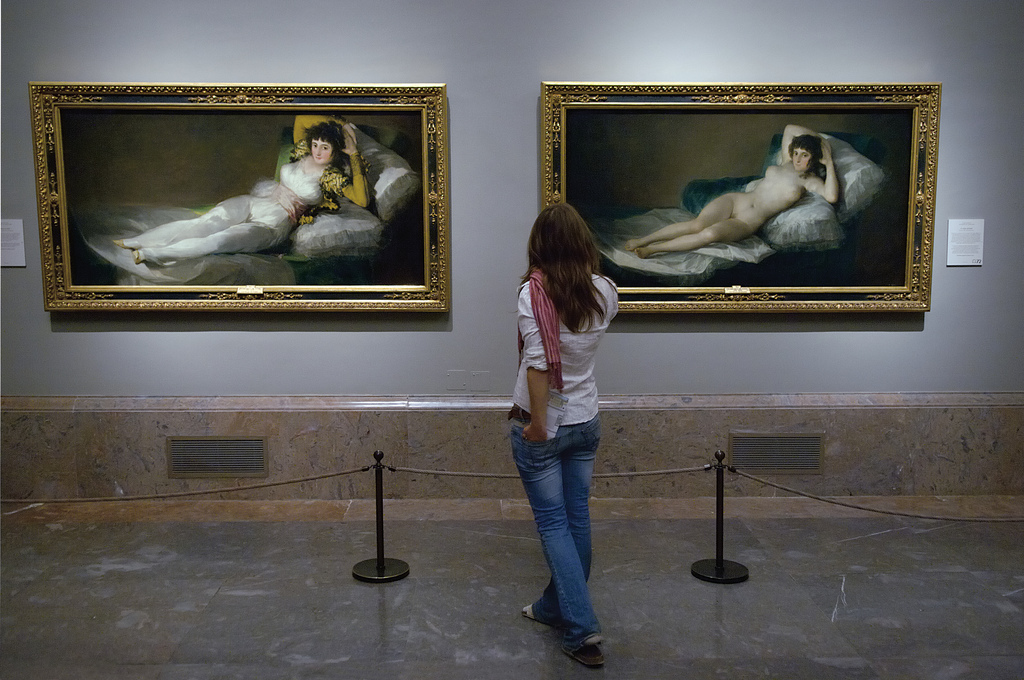
Francisco de Goya, les deux Majas : La Maja nue et La Maja vêtue, toutes deux au musée du Prado.

Ces informations rendent la peinture difficile à dater. La technique de Vélazquez n'offre que peu d'indices, bien que l'importance donnée aux tons et aux couleurs suggère une œuvre peinte dans la période la plus mature vers la fin de sa carrière. Les critiques et historiens de l'art tendent à considérer que la toile serait peinte vers la fin des années 1640 ou au début des années 1650, en Espagne ou pendant sa deuxième visite en Italie (1649-1651). Si c'est le cas, alors cette œuvre pourrait marquer le début de la période finale de l'artiste. Les modèles méticuleux et les forts contrastes tonals de ses premières œuvres cèdent la place à plus de retenue et de subtilité, qui culmineront dans son chef-d'œuvre Les Ménines.
La toile est passée de la collection de Haro à celle de sa fille Catalina de Haro y Guzmán et son mari Francisco Álvarez de Toledo, le duc d'Alba. En 1802, Charles IV d'Espagne ordonne que cette toile, ainsi que d'autres, soit vendue à Manuel Godoy, premier ministre et favori de Charles IV. Il accrochera la toile avec les deux chefs-d'œuvre de Francisco Goya, La Maja nue et La Maja vêtue, qu'il aurait peut-être commissionnées. Ces deux toiles ont des similarités de composition avec la Vénus de Vélazquez, bien qu'il semble que Goya, au contraire de Vélazquez, ait peint ses toiles dans un esprit de provocation. Pendant la guerre d'indépendance espagnole, le tableau a disparu du palais Godoy, dans le cadre du pillage artistique, et est passé entre les mains de George Augustus Wallis, un peintre britannique, qui a travaillé en Espagne comme agent de William Buchanan, un important art marchand.
Venus à son miroir a ensuite été emmenée en Angleterre en 1813 puis achetée par John Morrit pour 500 livres sterling sur les conseils de Thomas Lawrence. Morrit exposa la toile dans sa maison de Rokkeby Park dans le Yorkshire. En 1906, la toile est achetée pour le compte du National Gallery de Londres par la première campagne de l'Art Collections Fund, un fonds anglais privé d'achat d'œuvres d'art pour les musées. À cette occasion, le roi Edouard VII, grand admirateur de cette toile, a anonymement versé 8 000 livres sterling en vue de cette acquisition et deviendra par la suite le patron du fonds.

## Influence de la toile

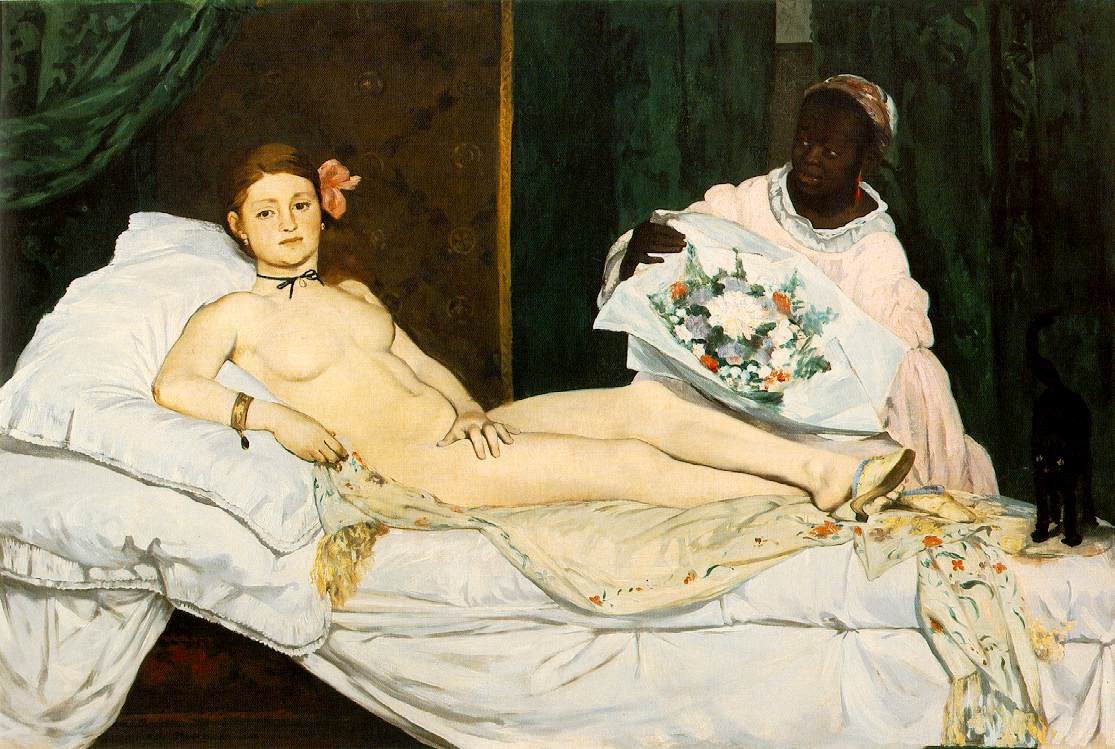
Édouard Manet, Olympia, 1863. Manet a été très influencé par les peintures de Vélazquez et l'on peut voir dans Olympia une paraphrase de l'érotisme et de l'audace du sujet de la Vénus à son miroir.

Vélazquez n'a eu que peu de successeurs immédiats et est resté relativement dans l'ombre jusqu'au milieu du XIXe siècle. Ceci est encore plus vrai pour cette toile à cause de sa nature et du fait qu'elle restera dans des collections privées sans être exposée jusqu'en 1857. Elle sera à nouveau exposée en 1890, puis en 1905, et ce n'est qu'à partir de 1906, au moment où elle rejoint la National Gallery, qu’elle gagnera une renommée et une visibilité internationale au travers de reproductions. Les innovations visuelles et structurelles de cette toile ne seront donc pas développées par d'autres artistes jusqu'à une période récente. À l'exception de quelques artistes ayant pu voir la toile au cours de son histoire, dont Goya et La Maja nue, l'influence générale de la toile ne se fera donc sentir que de façon très tardive.

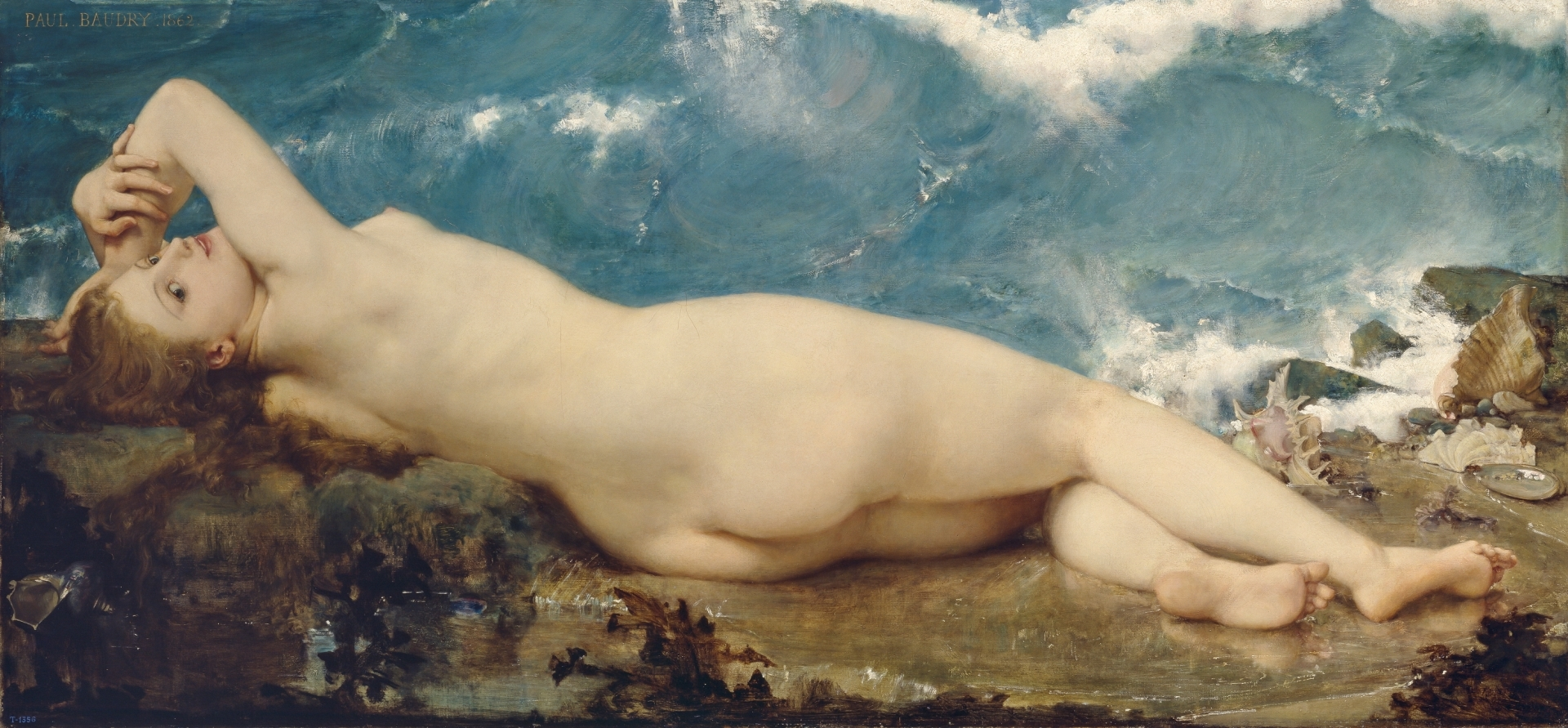
Paul Baudry, La Vague et la Perle, 1862.

La simplicité avec laquelle Vélazquez dépeint Vénus, sans bijoux ou attirail, trouve un écho dans les œuvres plus tardives de Ingres, Manet, et Baudry, entre autres. La pose de Vénus allongée et de dos est relativement rare avant cette l'époque. Manet, dans Olympia, paraphrasera Vénus à son miroir en représentant une vraie femme plutôt que la vision éthérée d'un déesse. Olympia regarde directement vers l'observateur comme Vénus le fait mais au travers d'un miroir.
Le peintre péruvien Herman Braun-Vega fait plusieurs fois référence à la Vénus à son miroir dans son œuvre. En 1987, il en fait une parodie intitulée Don Alfredo ou la Venus dans la chambre rouge (Vélasquez) dans laquelle il introduit avec humour son ami l'écrivain Alfredo Bryce Echenique, partiellement caché par des stores, regardant la Vénus avec beaucoup d'intérêt. Dans son tableau Après le bain... (Vélasquez, Rembrandt, Picasso) peint en 2000, La Vénus devient l'allégorie d'une Espagne qui se tourne vers l'Europe symbolisée par la Bethsabée de Rembrandt et qui tourne le dos à l'Amérique Latine symbolisée par les nus latino-américains du premier plan. Braun-Vega cite encore la Vénus à son miroir en 2009 dans le tableau Monet à Etretat, mer calme (Monet et Vélasquez).

## Vandalismes

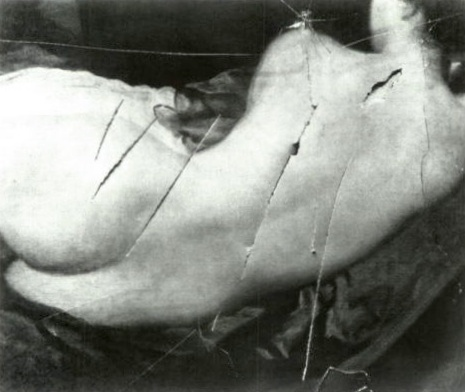
Détail de la toile lacérée par Mary Richardson en 1914.

Le 10 mars 1914, la suffragette Mary Richardson se rend à la  National Gallery et lacère la toile avec un hachoir. Son action aurait été motivée par l'arrestation, la veille, de la suffragette Emmeline Pankhurst, bien qu'il y ait eu auparavant des rapports prévenant du risque d'attaques de suffragettes sur les collections. Mary Richardson laisse sept entailles dans le tableau, endommageant la zone entre les deux épaules de la Vénus,. Toutefois, les dégâts sont réparés avec succès par Helmut Ruhemann, le chef restaurateur de la National Gallery.
Mary Richardson est condamnée à six mois de prison, le maximum prévu pour la destruction d'une œuvre d'art. Dans une déclaration au Women's Social and Political Union, peu après, elle explique : « J'ai essayé de détruire l'image de la plus belle femme de la mythologie pour protester contre le gouvernement qui détruit Mrs Pankhurst, qui est le plus beau personnage de l'Histoire moderne. » Elle ajoute, dans une interview de 1952, qu'elle « n'aimait pas la façon dont les visiteurs masculins regardaient [la peinture] bouche bée toute la journée ».
Le 6 novembre 2023, deux activistes du climat du collectif Just Stop Oil, vandalisent la vitre de protection du tableau au moyen de marteaux brise-vitre occasionnant des « dommages minimes » à la surface du tableau,. Les deux militants réclament l'arrêt de nouveaux projets pétroliers et gaziers au Royaume-Uni. Ils déclarent avoir choisi la toile à cause de son rôle dans l'histoire des suffragettes.